# Atacamai Nagyméretű Milliméteres/Szubmilliméteres Hálózat

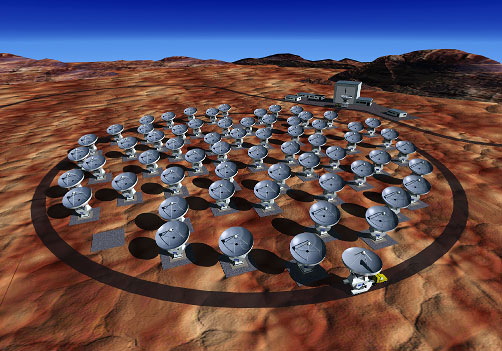
Látványterv a távcsőrendszerről

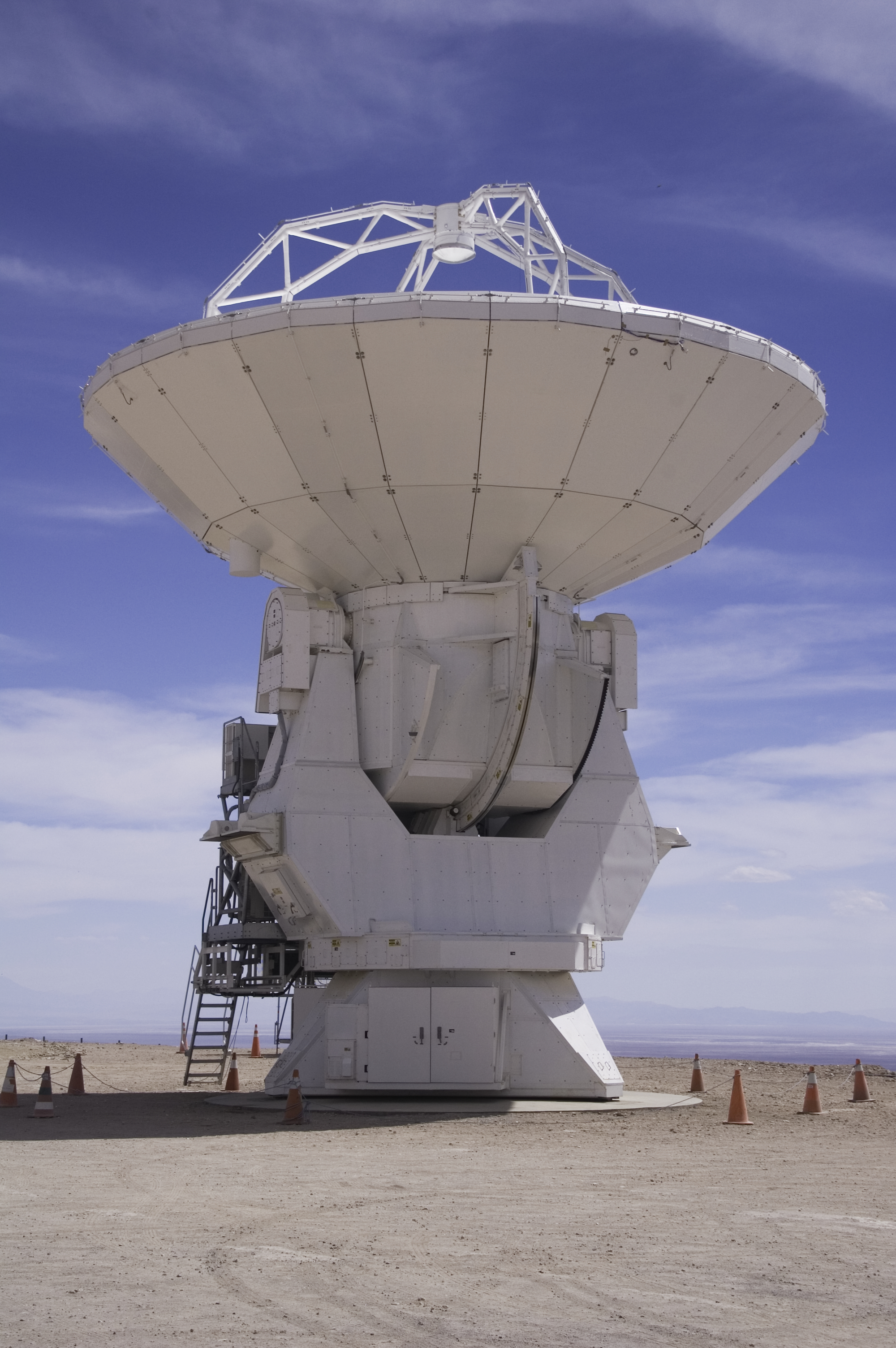
Az ALMA egyik antennája

Az Atacamai Nagyméretű Milliméteres/Szubmilliméteres Hálózat (angolul, Atacama Large Millimeter/submillimeter Array, ALMA) 54 darab, egyenként 12 m-es, és 12 db 7 m-es átmérőjű, mozgatható antennából álló, interferométer elven működő rádiótávcső-rendszer, mely a milliméteres, illetve az alatti hullámhosszúságú elektromágneses sugárzást érzékeli. A rendszer több nemzetközi obszervatórium és kutatóintézet közös projektje, melyet a chilei Atacama-sivatagban, 5000 m magasságban alakítottak ki.
Az építéséről 2003 novemberében döntöttek, a teljes rendszer 2013-ban készült el, 54 db 12 m átmérőjű, 100 tonnás antennával (plusz 12 db kisebbel). A távcsőrendszer célja a földi légkör által áteresztett, a milliméteres hullámhossztartományba eső sugárzás vizsgálata. Az ALMA az addigi legnagyobb, és 1,3 milliárd dolláros költségvetésével a legdrágább földfelszíni rádióteleszkóp. Az obszervatórium számára kijelölt helyen az Atacama Pathfinder Experiment keretében már 2005-ben megkezdte a munkáját az ALMA rendszer egyik enyhén módosított távcsöve, az APEX.